# Maniema Fantastique FC
El Maniema Fantastique Football Club és un club de futbol de la ciutat de Bujumbura, Burundi.

## Palmarès
- Lliga burundesa de futbol: [2]
  - 1965, 1966, 1967, 1968, 1982, 1995, 1997